# Lijst van Europarlementariërs voor de KVP
Een overzicht van leden van het Europees Parlement voor de Katholieke Volkspartij (KVP).
| Lid van het Europees Parlement | Begindatum        | Einddatum         |
| ------------------------------ | ----------------- | ----------------- |
| Marius van Amelsvoort          | 9 maart 1970      | 13 september 1971 |
| Pieter Blaisse                 | 10 september 1952 | 8 mei 1967        |
| Tiemen Brouwer                 | 8 mei 1967        | 11 mei 1973       |
| Flip van Campen                | 25 februari 1958  | 10 mei 1971       |
| Martinus Janssen               | 27 november 1956  | 25 september 1963 |
| Marga Klompé                   | 10 september 1952 | 17 oktober 1956   |
| Pierre Lardinois               | 14 oktober 1963   | 5 april 1967      |
| Joep Mommersteeg               | 22 september 1971 | 11 mei 1973       |
| Harrij Notenboom               | 22 september 1971 | 17 juli 1979      |
| Kees van der Ploeg             | 19 maart 1958     | 14 september 1971 |
| Kees Raedts                    | 11 mei 1967       | 11 februari 1970  |
| Piet van der Sanden            | 3 juli 1973       | 3 oktober 1974    |
| Maan Sassen                    | 10 september 1952 | 13 februari 1958  |
| Wim Schuijt                    | 19 maart 1958     | 18 januari 1977   |
| Wim Vergeer                    | 19 januari 1978   | 17 juli 1979      |
| Tjerk Westerterp               | 8 mei 1967        | 17 augustus 1971  |